# Microcaliciaceae
Microcaliciaceae is een botanische naam voor een monotypische familie van korstmossen behorend tot de orde Pertusariales. Het bevat alleen het geslacht Microcalicium.
Enkele soorten uit deze familie met een artikel op de Nederlandse Wikipedia zijn:
- Langsteelpruikspijkertje (Microcalicium arenarium)
- Ruig pruikspijkertje (Microcalicium ahlneri)